# Кумголь
Кумголь (каз. Құмкөл) — село в Тарбагатайском районе Восточно-Казахстанской области Казахстана. Административный центр Кумгольского сельского округа. Код КАТО — 635853100.

## Население
В 1999 году население села составляло 1953 человека (1007 мужчин и 946 женщин). По данным переписи 2009 года, в селе проживало 1210 человек (607 мужчин и 603 женщины).